# Samuele Sangalli

Wappen von Samuele Sangalli

Samuele Sangalli (* 10. September 1967 in Lecco) ist ein italienischer römisch-katholischer Geistlicher und Kurienerzbischof.

## Leben
Samuele Sangalli empfing am 8. Juni 1996 durch Carlo Maria Kardinal Martini SJ im Dom zu Mailand das Sakrament der Priesterweihe für das Erzbistum Mailand. Er erlangte an der Universität Rom III einen Abschluss in Erziehungswissenschaft und wurde an der Päpstlichen Universität Gregoriana in Philosophie promoviert. An der Päpstlichen Fakultät Teresianum erwarb er zudem ein Lizenziat in spiritueller Theologie.
Sangalli war Mitarbeiter des Dikasteriums für die Bischöfe und lehrt als Professor an der Päpstlichen Universität Gregoriana sowie an der Libera Università Internazionale degli Studi Sociali.
Am 25. April 2023 ernannte ihn Papst Franziskus zum Untersekretär der zweiten Sektion des Dikasteriums für die Evangelisierung für die Erstevangelisierung und die neuen Teilkirchen. Am 1. Oktober 2024 ernannte ihn Papst Franziskus zum beigeordneten Sekretär des Dikasteriums für die Evangelisierung mit der Aufgabe des Verwaltungsleiters derselben Sektion.
Am 6. Februar 2025 ernannte ihn Papst Franziskus zum Titularerzbischof pro hac vice von Zella. Der Pro-Präfekt des Dikasteriums für die Evangelisierung, Luis Antonio Kardinal Tagle, spendete ihm am 19. März desselben Jahres im Petersdom die Bischofsweihe. Mitkonsekratoren waren Kurienkardinal Francesco Coccopalmerio und der Sekretär des Dikasteriums für die Evangelisierung, Erzbischof Fortunatus Nwachukwu.